# Schwartzia brenesii
Schwartzia brenesii là một loài thực vật có hoa trong họ Marcgraviaceae. Loài này được (Standl.) Bedell miêu tả khoa học đầu tiên năm 1997.